# Лутипри
Лутипри — возможный основатель царской династии Урарту.
О периоде формирования Урарту сохранилось очень мало данных, и предполагается, что Араму, первого царя объединённого Урарту, около 844 года до н. э. сменил Сардури I, сын Лутипри. В Урарту в это время проходили процессы объединения отдельных «племён Наири» в централизованное государство, и, таким образом вероятно, что Арама и Лутипри возглавляли два крупных племенных образования Урарту, причём борьбу за власть в централизованном государстве, в конце концов, выиграла верхушка племени Лутипри. Был ли сам Лутипри царём Урарту в какой-то период после царствования Арамы и перед царствованием своего сына Сардури I, остаётся неясным.
Есть мнение, что имя «Лутипри» — хурритское, что согласуется с теорией о хурритском происхождении племён Урарту.